# Rue Durival
La rue Durival est une voie de la commune de Nancy, sise au sein du département de Meurthe-et-Moselle, en région Lorraine.

## Situation et accès
La rue Durival, d'une direction générale est-ouest, est sise à proximité du parc Sainte-Marie, au sud-ouest du ban communal de la ville de Nancy, et appartient administrativement au quartier Mon Désert - Jeanne d'Arc - Saurupt - Clemenceau.
Elle est entrecoupée par les rues Henner et Camille-Mathis. L'extrémité occidentale de la rue Durival, en impasse, comprend une entrée du Parc Sainte-Marie voisin.

## Origine du nom
Elle porte le nom de l'historien Nicolas Luton, dit Durival (1713-1795), né à Commercy. Il est greffier du Conseil d'État et des Finances de Lorraine et lieutenant général de Police de Nancy de 1760 à 1768. De par cette seconde fonction, il est le chef du Conseil de Ville de Nancy. Il laisse un souvenir d'un administrateur populaire.

## Historique
Cette rue est classée, sous sa dénomination actuelle, près de l'ancienne ferme de la Garenne, le 14 septembre 1901 entre les rues Jeanne d'Arc et la rue Camille Mathis.
Ancienne rue particulière ouverte en 1899. Elle est d'abord limitée à la rue Camille Mathis, puis prolongée vers le parc lorsque la ville de Nancy en fait l'acquisition en 1904.

## Bâtiments remarquables et lieux de mémoire
- Parc Sainte-Marie